# Zeta Pavonis
Zeta Pavonis (ζ Pavonis / ζ Pav), è la sesta stella più luminosa della costellazione del Pavone. Dista dal sistema solare circa 218 anni luce e la sua magnitudine apparente è +4,01.
È invisibile alle medie latitudini dell'emisfero boreale, più a nord del parallelo 29°N, mentre nell'emisfero australe diventa circumpolare più a sud della latitudine 29°S. 
La stella è classificata come gigante arancione di tipo spettrale K0III; ha una massa 1,8 volte quella del Sole, una luminosità 155 volte ed un raggio 18 volte superiore a quello della nostra stella. Una debole compagna, di dodicesima magnitudine, si trova situata visualmente a 69 secondi d'arco da essa.